# Лебанон-Саут (Пенсільванія)
Лебанон-Саут (англ. Lebanon South) — переписна місцевість (CDP) в США, в окрузі Лебанон штату Пенсільванія. Населення — 2383 особи (2020).

## Географія
Лебанон-Саут розташований за координатами 40°19′41″ пн. ш. 76°24′27″ зх. д. / 40.32806° пн. ш. 76.40750° зх. д. (40.328113, -76.407426).  За даними Бюро перепису населення США в 2010 році переписна місцевість мала площу 2,04 км², з яких 2,03 км² — суходіл та 0,01 км² — водойми.

## Демографія
Згідно з переписом 2010 року, у переписній місцевості мешкало 2270 осіб у 1016 домогосподарствах у складі 705 родин. Густота населення становила 1111 осіб/км².  Було 1066 помешкань (522/км²).
Расовий склад населення:
| - 94,1 % — білих - 1,5 % — азіатів - 0,9 % — чорних або афроамериканців - 0,2 % — корінних американців - 1,2 % — осіб інших рас |

До двох чи більше рас належало 2,1 %. Частка іспаномовних становила 4,2 % від усіх жителів.
За віковим діапазоном населення розподілялося таким чином: 18,1 % — особи молодші 18 років, 56,3 % — особи у віці 18—64 років, 25,6 % — особи у віці 65 років та старші. Медіана віку мешканця становила 48,6 року. На 100 осіб жіночої статі у переписній місцевості припадало 89,3 чоловіків;  на 100 жінок у віці від 18 років та старших — 88,2 чоловіків також старших 18 років.
Середній дохід на одне домашнє господарство  становив 61 643 долари США (медіана — 56 993), а середній дохід на одну сім'ю — 67 263 долари (медіана — 65 234). За межею бідності перебувало 8,5 % осіб, у тому числі 13,9 % дітей у віці до 18 років та 6,9 % осіб у віці 65 років та старших.
Цивільне працевлаштоване населення становило 1057 осіб. Основні галузі зайнятості: освіта, охорона здоров'я та соціальна допомога — 23,7 %, виробництво — 19,1 %, роздрібна торгівля — 11,4 %, будівництво — 8,2 %.